# Fruits Basket
Fruits Basket (jap. フルーツバスケット Furūtsu Basuketto) – shōjo-manga autorstwa Natsuki Takayi i 26-odcinkowe anime stworzone przez Studio Deen. W 2019 roku została wydana nowa wersja anime, która została stworzona przez studio TMS Entertainment. 
Mangę w wersji kolekcjonerskiej od 2019 roku wydaje wydawnictwo Waneko. 
Seria jest bardzo popularna i uznana za klasykę gatunku. 

## Opis fabuły
Postacią, wokół której toczy się akcja serialu i mangi, jest Tohru Honda – szesnastolatka, która straciła w wypadku samochodowym matkę, swą jedyną żywicielkę. Wprawdzie dziewczynę przygarnął jej dziadek, ale z uwagi na remont jego domu zdecydowała się na życie w lesie pod namiotem. Bohaterka mimo tragedii ma pozytywne nastawienie do życia, które dodaje jej sił w trudnych chwilach i pomaga przetrwać mimo charakteryzującej ją naiwności.
Po kilku dniach mieszkania pod namiotem w niewielkiej odległości od jej nowego domu, Tohru odkrywa samotny dom, w którym razem z kuzynem Shigure mieszka Yuki Sohma – kolega z jej klasy. Następnego dnia Tohru znów zostaje bez dachu nad głową, gdy jej namiot zostaje zasypany przez osuwający się grunt. Shigure proponuje, żeby dziewczyna z nimi zamieszkała i zajęła się domem. Tego samego dnia do domu powraca Kyo – kolejny członek rodziny Sohma. Dzięki małemu wypadkowi Tohru odkrywa, że członkowie rodziny dotknięci są klątwą, która objawia się tym, że kiedy jednego z nich obejmie normalny człowiek o przeciwnej płci, ten zamienia się w jedno ze zwierząt z chińskiego zodiaku Jūnishi. Poza dwunastoma zwierzętami ujętymi w zodiaku poznamy jeszcze kota, który jak głosi legenda został oszukany przez mysz i pominięty przy tworzeniu Jūnishi.

## Bohaterowie
- Tōru Honda (jap. 本田 透 Honda Tōru)

Seiyū: Yui Horie (2001), Manaka Iwami (2019) 
- Yuki Sōma (jap. 草摩 由希 Sōma Yuki)

Seiyū: Aya Hisakawa (2001), Nobunaga Shimazaki (2019) 
- Kyō Sōma (jap. 草摩 夾 Sōma Kyō)

Seiyū: Tomokazu Seki (2001), Yūma Uchida (2019) 
- Shigure Sōma (jap. 草摩 紫呉 Sōma Shigure)

Seiyū: Ryōtarō Okiayu (2001), Yūichi Nakamura (2019) 
- Arisa Uotani (jap. 魚谷 ありさ Uotani Arisa)

Seiyū: Yuka Imai (2001), Atsumi Tanezaki (2019) 
- Saki Hanajima (jap. 花島 咲 Hanajima Saki)

Seiyū: Reiko Yasuhara (2001), Satomi Satou (2019) 
- Kagura Sōma (jap. 草摩 楽羅 Sōma Kagura)

Seiyū: Kotono Mitsuishi (2001), Rie Kugimiya (2019) 
- Momiji Sōma (jap. 草摩 紅葉 Sōma Momiji)

Seiyū: Ayaka Saitō (2001), Megumi Han (2019) 
- Hatsuharu Sōma (jap. 草摩 溌春 Sōma Hatsuharu)

Seiyū: Akio Suyama (2001), Makoto Furukawa (2019) 
- Hatori Sōma (jap. 草摩 はとり Sōma Hatori)

Seiyū: Kazuhiko Inoue (2001), Kazuyuki Okitsu (2019) 
- Ayame Sōma (jap. 草摩 綾女 Sōma Ayame)

Seiyū: Mitsuru Miyamoto (2001), Takahiro Sakurai (2019) 
- Akito Sōma (jap. 草摩 慊人 Sōma Akito)

Seiyū: Wakaba Murasaki (2001), Maaya Sakamoto (2019) 
- Hiro Sōma (jap. 草摩 燈路 Sōma Hiro)

Seiyū: Yuriko Fuchizaki (2001), Yō Taichi (2019) 
- Kisa Sōma (jap. 草摩 杞紗 Sōma Kisa)

Seiyū: Kaori Nazuka (2001), Reina Ueda (2019) 
- Ritsu Sōma (jap. 草摩 利津 Sōma Ritsu)

Seiyū: Miina Tominaga (2001), Kengo Kawanishi (2019) 
- Kakeru Manabe (jap. 真鍋 翔 Manabe Kakeru)

Seiyū: Takuya Eguchi (2020) 
- Machi Kuragi (jap. 倉伎 真知 Kuragi Machi)

Seiyū: Ai Kakuma (2020) 

## Manga
Natsuki Takaya publikowała kolejne rozdziały w czasopiśmie „Hana to Yume” wydawnictwa Hakusensha od 18 lipca 1998 do 20 listopada 2006; były one później publikowane w tomikach od 19 stycznia 1999 do 19 marca 2007 roku.
W latach 2015–2016 pod imprintem Hana to Yume Comics Special wydana została edycja kolekcjonerska serii, zatytułowana Fruits Basket Collector’s Edition (jap. 愛蔵版 フルーツバスケット Aizōban Furūtsu Basuketto).
W Polsce wydawnictwo Waneko wydało serię w edycji kolekcjonerskiej.

## Anime

### Nowa adaptacja
Nowa adaptacja mangi została ogłoszona w listopadzie 2018 roku.
Na prośbę autorki adaptacja została wykonana przez całkowicie nową ekipę produkcyjną oraz obsadę aktorską. Animacją zajęło się studio TMS Entertainment. Reżyserem adaptacji został Yoshihide Ibata, kompozycją serii Taku Kishimoto, projekt postaci wykonał Masaru Shindō, nadzór nad produkcją sprawowała Natsuki Takaya, autorka mangi. 
10 stycznia 2019 roku w magazynie „Newtype” wydawnictwa Kadokawa ogłoszono, że nowa adaptacja będzie miała swoją premierę w Japonii w kwietniu 2019 roku. Seria miała swoją premierę na kanale TV Tokyo. 4 marca 2019 roku w magazynie „Hana to Yume” wydawnictwa Hakusensha zapowiedziano, że premiera serii została ustalona na 6 kwietnia 2019 roku na kanałach TV Tokyo, TV Osaka oraz TV Aichi. Emisja odcinków 9 i 10 została przesunięta ze względu na emisję French Open w Japonii.
Pierwsza seria składa się z 25 odcinków.
Czołówkę serii, zatytułowaną „Chime”, wykonuje Ai Ōtsuka, endingiem serii jest utwór „One Step Closer” wykonywany przez INTERSECTION.
Druga seria anime została zapowiedziana na 2020 rok. Druga seria została wyemitowana od 6 kwietnia 2020 na kanałach TV Tokyo, TV Aichi i TV Osaka. Ostatni odcinek tego sezonu wyemitowany został 21 września. Druga seria składa się z 25 odcinków.
Ostatni odcinek drugiego sezonu ujawnił, że trzecia (i finałowa) seria adaptacji zostanie wyemitowana w 2021 roku na kanałach TV Tokyo, TV Aichi oraz TV Osaka.